# Музыка Эстонии

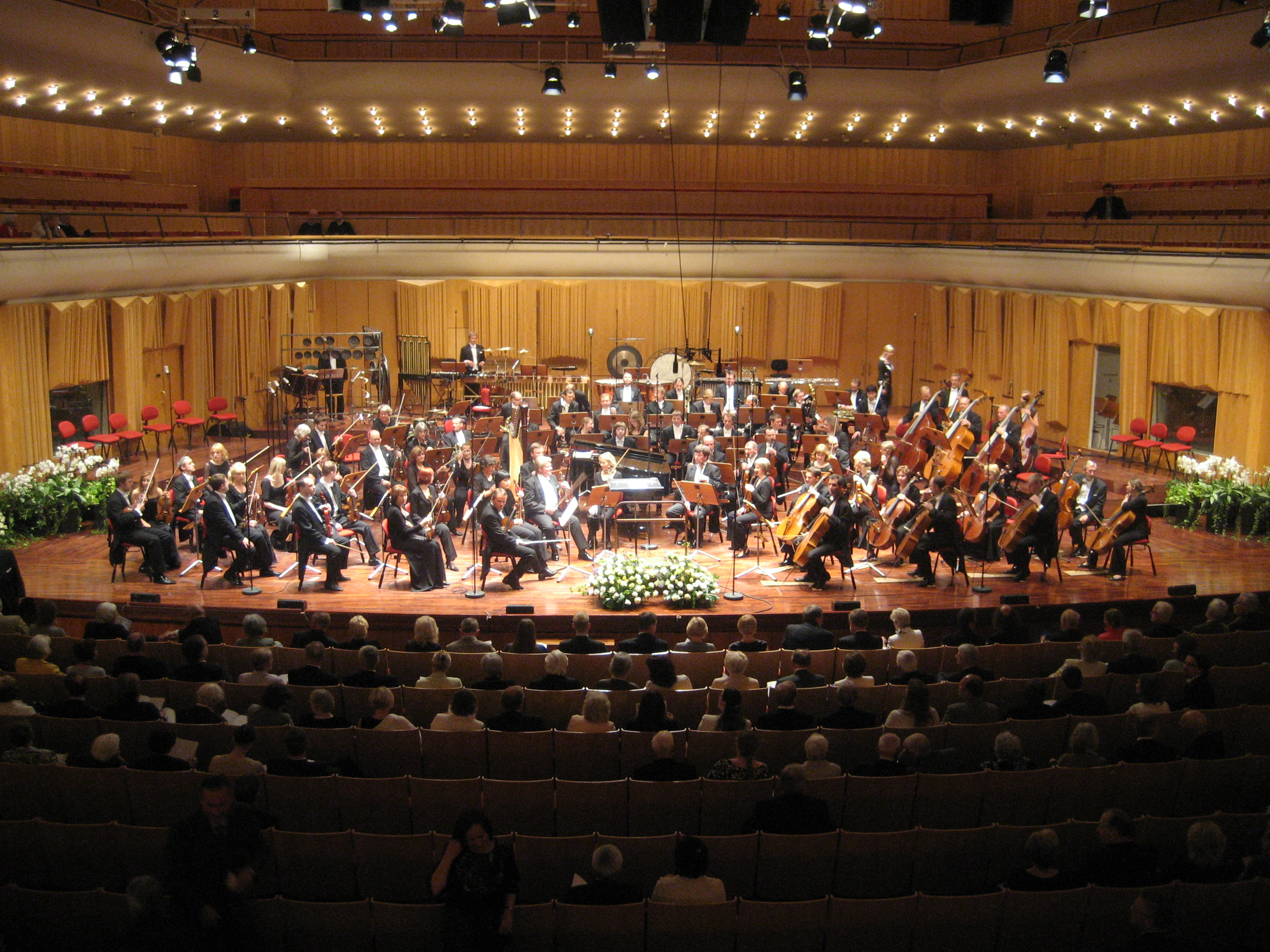
Эстонский национальный симфонический оркестр в Стокгольме

Музыка Эстонии — музыка и танцы народов, населяющих Эстонию, в основном, эстонцев и сету. Тесно связана с карело-финскими и балтийскими музыкальными традициями.
Значительную часть своей истории эстонская музыка была в подавляющем большинстве случаев любительской и бесписьменной, изучать её начали лишь в XVIII веке. Древний народный песенный жанр — лирическая руническая песня — сохранился на острове Кихну и у сету, в остальной Эстонии был вытеснен более современной рифмованной песней.
Народные музыкальные инструменты представлены преимущественно деревянными духовыми, струнными смычковыми и струнными щипковыми. Традиции игры на скрипке, гармони и каннеле непрерывно продолжались по крайней мере с XVIII века, некоторые старинные инструменты типа смычковой лиры и волынки были реконструированы и стали использоваться снова.
С конца XIX века в Эстонии проводится множество музыкальных фестивалей, хоровое пение во время акций протеста против нахождения Эстонии в составе СССР дало название «Поющей революции». Население независимой Эстонии продолжает активно интересоваться народной музыкой.

## Народная музыка

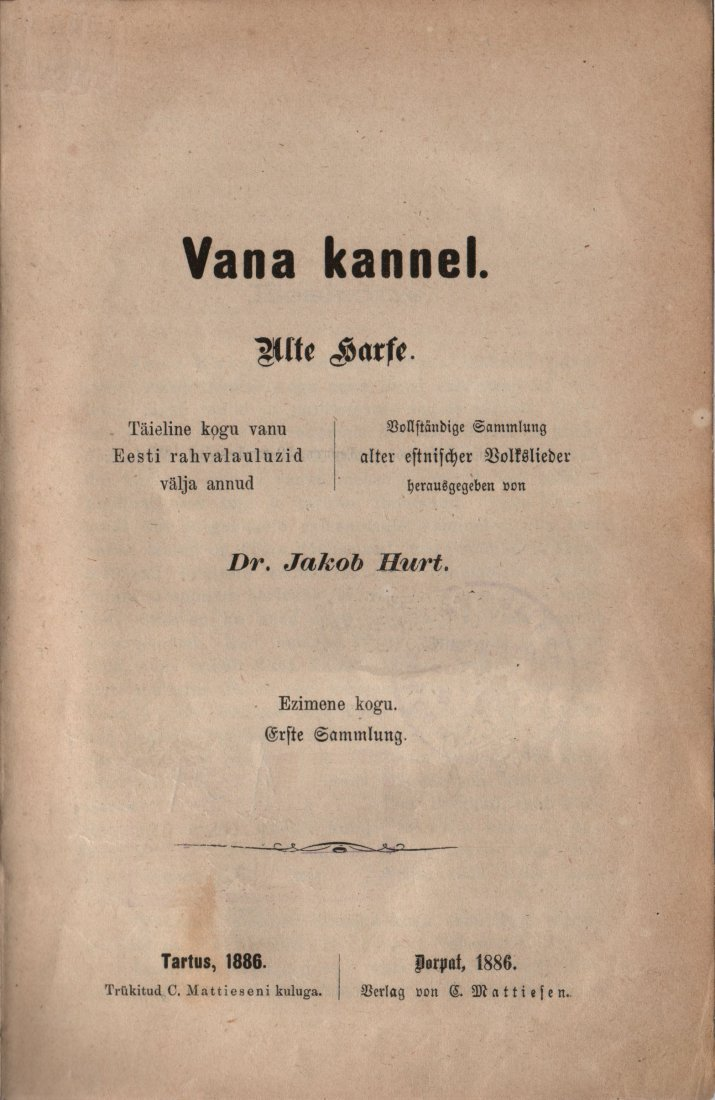
Сборник народных песен Якоба Хурта

Древнейшие упоминания эстонской музыки встречаются у Саксона Грамматика и относятся к XII веку, также она упомянута в Хронике Ливонии XIII века и у Бальтазара Руссова, жившего в XVI веке. Первая запись эстонской мелодии сделана Фридрихом Мениусом в 1632 году.
В XVIII веке филологи и авторы начинают обращаться к эстонской музыке, начинается изучение народной музыкальной традиции. Первыми такими исследователями были публицист Август Хупель и литератор Христиан Иеронимус Юстус Шлегель. В конце XIX века Карл Август Германн, Оскар Каллас, Якоб Хурт, Удо Колк и другие начали заниматься целенаправленным сбором эстонской музыки.
Крупнейшие коллекции содержатся в Архиве эстонского фольклора (департамент Эстонского литературного музея, около 25 000 текстовых и 55 000 звуковых записей), Эстонском музее театра и музыки и Институте эстонского языка, последний также является главным центром изучения эстонской музыки.
Важнейшие исследования эстонской музыки с конца Второй мировой войны выполнены Хербертом Тампере и Ингрид Рюйтель.

### Народные песни
Основные жанры народной песни: старинная руническая песня, имеющая несколько аналогов в балто-финской культуре, и более новые рифмованные песни, возникшие под влиянием европейской народной песни XVIII века. Помимо этого сохранились древнейшие песни, появившиеся ещё раньше, чем рунические. Среди таких песен — рабочие и охотничьи, похоронные (дошли до нас только у народа сету), сказочные, колыбельные и детские.
Вокальную народную музыку в Эстонии исполняли обычно женщины, в связи с чем тематика песен часто включает такие традиционно женские для эстонской культуры занятия как прядение.
Характерная черта северноэстонских песен — растягивание последней ноты в музыкальной фразе.

#### Рунические песни

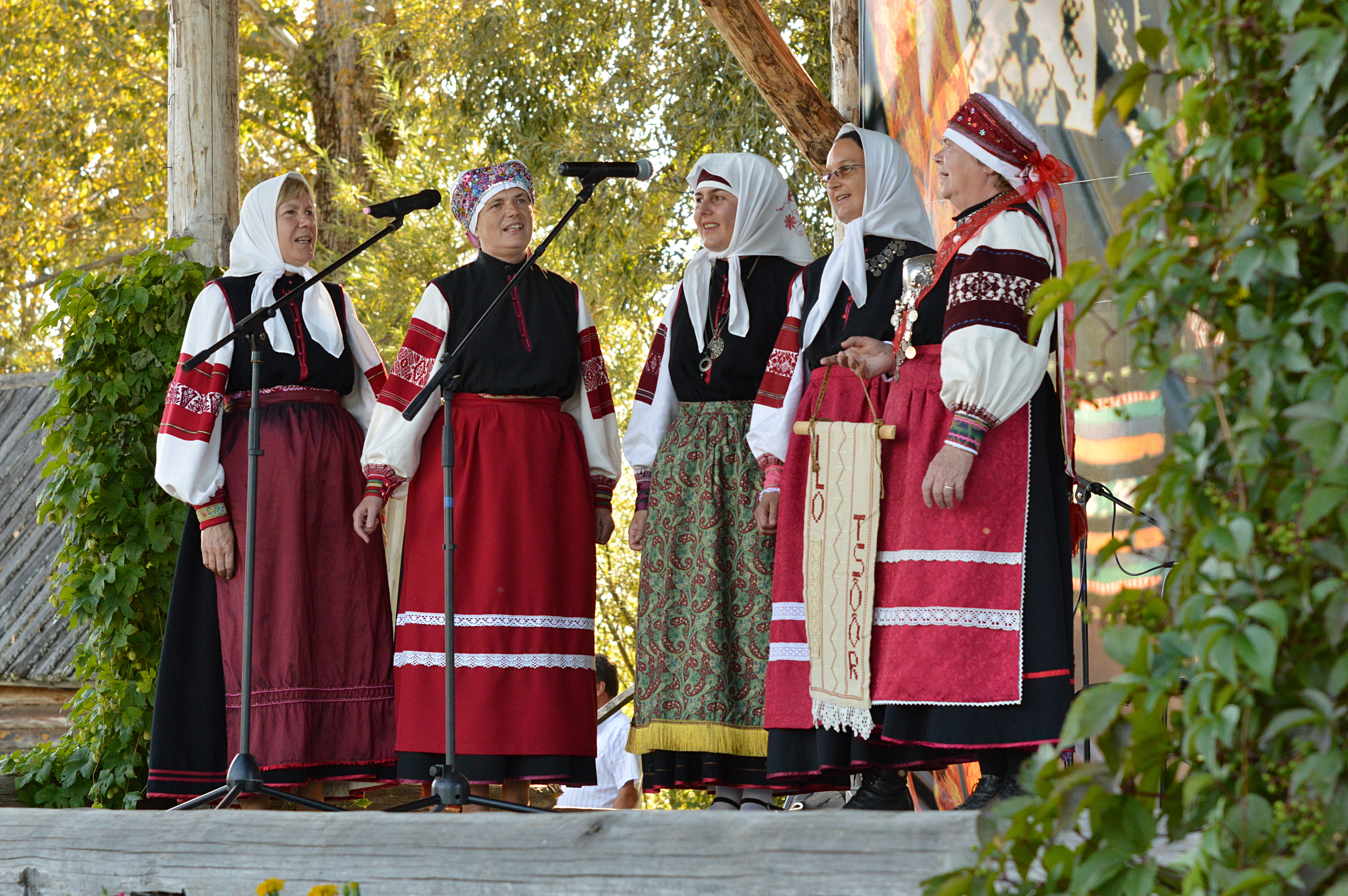
Ансамбль сету на фольклорном празднике

Песенная традиция рунических песен связана с одноимёнными песнями у финнов, карел, води и ижоры. В отличие от карело-финской традиции, в Эстонии нет героических песен, только лирические. У древнейших рунических песен нет припева, интервальная система — диатоническая, а диапазон используемых звуков очень узкий (не более кварты). Такие песни сохранились на северо-востоке страны. В дальнейшем между появился короткий припев, а затем увеличился и диапазон.
Исполняются обычно женщинами, в унисон без аккомпанемента, хотя из-за импровизации может возникнуть гетерофония. В южной Эстонии существовала традиция петь на одной ноте, с отступлениями во время каденции. Часто запевала исполняет куплет, который затем повторяет хор. В рунических песнях активно используются аллитерация и параллелизм, стихотворный размер — четырёхстопный хорей, в котором противопоставлены слоги с долгими и краткими гласными.
За сохранение рунической песни ЮНЕСКО внесло острова Кихну и Манилайд в список нематериального культурного наследия человечества. Также этот жанр сохранился у сету.
Рунические песни у сету отличаются от эстонских. Они исполняются многоголосно: мелодию солистки одна часть хора повторяет в той же тональности, а другая — ниже, кроме того, певица с высоким голосом поёт постоянно повышающуюся вспомогательную партию (эст. killõ), которая прерывается солисткой на следующем куплете. Техники пения сету имеют общие черты с мордовскими.

#### Рифмованные песни
Рифмованные песни пришли в Эстонию из Европы в XVIII веке под влиянием народной музыки соседних стран, а также немецкой музыки, породив смешанный руническо-рифмованный жанр; во второй половине XIX века рифмованные песни полностью вытеснили рунические, за единичными исключениями. В этой новой традиции мужчины играли намного более активные роли, появились отдельные характерно мужские жанры. Рифмованные песни в основном лирические и описательные по содержанию, в них более развита мелодия, шире динамический диапазон, ритм сильнее варьирует; около половины произведений этого жанра написано в миноре.

### Народные танцы

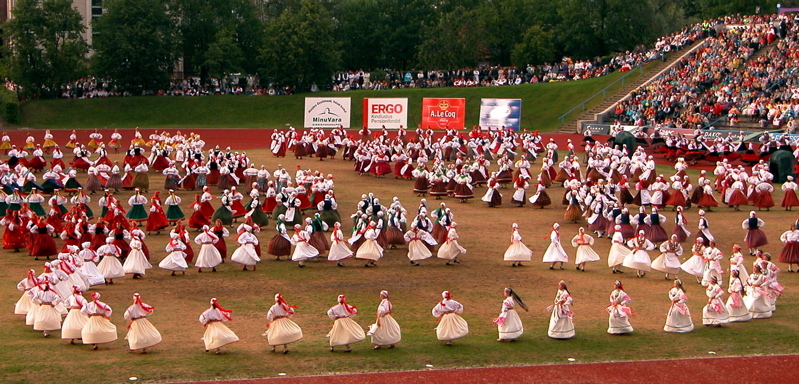
Массовый народный танец

Самые ранние сведения о танцах относятся к XVII веку, это упоминания ритуальных плясок обнажённых бездетных женщин, пытавшихся получить фертильность, танцуя вокруг католических часовен. Среди других ритуальных танцев — тайно исполнявшийся обнажёнными мужчинами острова Муху танец вокруг бочки с пивом на Йоль и перед чьей-либо свадьбой; он сохранился до XX века. Имеются и другие ритуальные свадебные танцы. Многие танцы были приурочены к конкретным праздникам, к примеру, известен западноэстонский зимний танец, связанный с культом бога лесов и плодородия Метсика. Другой танец сопровождал перемещение куклы Метсика в соседнюю деревню или лес в Семидесятницу или с началом мясопуста. Известны анимистические танцы, в которых исполнитель изображает быка, медведя, козу, сороку и так далее.
С конца XVIII века по Эстонии распространились танцы типа полонеза, спустя сто лет в восточной части страны в моду вошли разновидности кадрили, в то время как на севере и западе появился собственный жанр массовых танцев в трёхдольном метре лабаявалсс (эст. labajalavalss). Деревенские танцы, такие как «Англичанка» (эст. Ingliska), «Рыбак» (эст. Kalamies) и «Направо и налево» (эст. Oige ja vasemba), появились во второй половине XIX века на северо-западе страны.
В конце XIX века в Эстонию проникли полька и вальс, в 1930-х годах — фокстрот, танго и другие современные танцы.

## Авторская музыка

### До XVIII века

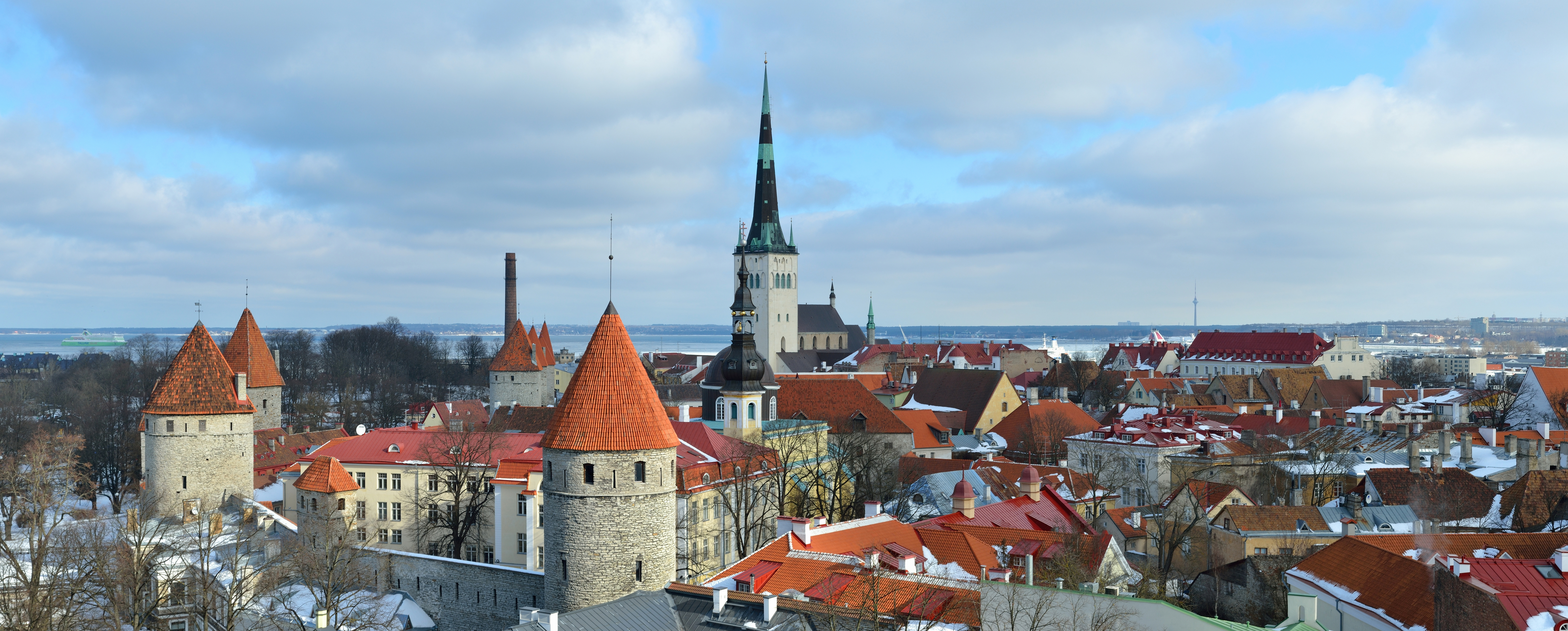
Старый город Таллина

Эстония вошла в немецкую культурную сферу в XIII веке после завоевания Тевтонским орденом, немецкий стал языком образованного слоя и оставался им вплоть до конца XIX века. По-эстонски говорили только крестьяне и городские низы. Население было обращено в христианство, по всей Эстонии были построены монастыри и церкви, ставшие центрами авторской музыки ввиду отсутствия монаршьего двора.
Сведения об авторской музыке до Реформации (1520-е) отрывочны. До нас дошли описания деревенских органов 1329 года, однако записей музыкальных произведений того времени не сохранилось. Первая запись церковной музыки (псалмовых тонов) сделана в 1632 году в «Служебнике и домашнем руководстве для Эстонского герцогства в Лифляндии», выпущенном под руководством священника Генриха Шталя.
Организации городских музыкантов существовали с конца XV — начала XVI века (Таллин, Тарту). В XVII веке в церквях и гимназиях работали канторы и органисты: в частности, Иоганн Медер в 1674—1683 году был кантором в Ревельской гимназии, а ученик Дитриха Букстехуде Людвиг Бусбецкий работал в Нарве органистом. В 1632 году в Тарту был основан Тартуский университет, сыгравший важную роль в подъёме престижа города.

### XVIII—XIX века

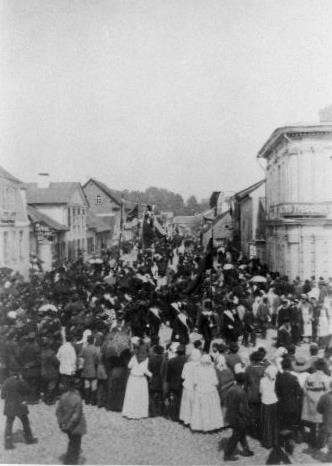
4-й Праздник песни, 1891 год

В первой четверти XVIII века на территории Эстонии проходили сражения Северной войны, в результате которой Эстляндия была присоединена к Российской империи. Тартуский университет был эвакуирован в Пярну, а в 1710 году закрыт почти на столетие, вновь начав работу в 1802 году. Несмотря на то, что университет продолжал быть научным центром, а в его штате был музыкальный руководитель для управления хором и исполнения музыки на праздничных мероприятиях, до XX века музыка как дисциплина там не преподавалась. Известный теоретик музыки Артур фон Эттинген работал в университете преподавателем физики.
К середине XVIII века Эстония оправилась от войн, появилась мода брать уроки пения и игры на клавикорде. В 1809 году в Таллине основан Немецкий театр, где работала постоянная опереточная труппа, популярность получили музыкальные концерты, одно за другим основывались музыкальные общества. Уже в 1818 году в Тарту работал оркестр из 14—15 музыкантов.
Истоки музыкального образования находятся в деревенских школах, основанных шведскими властями. Учитель-органист — кёстер — учил детей не только писать и читать, но и петь гимны. В 1684 году близ Тарту была основана семинария для подготовки кёстеров. После окончания шведского владычества наибольших успехов в деле обучения эстонцев музыке достигли миссионеры-пиетисты, а с 1820-х — Моравские братья. Официальная церковь в ответ на их активность стала строить деревенские школы с начала XIX века; важную часть их программы занимало пение. В итоге этого противостояния в Эстонии появилось мощное хоровое движение, имевшее значительное влияние на историю страны. Первыми эстонскими композиторами считаются Александер Кунилейд (автор музыки к произведению «Моё отечество — моя любовь») и Александер Томсон.

Усилиями писателя Йохана Яннсена в 1869 году в Тарту был организован Эстонский праздник песни, который проводится с тех пор каждые пять лет с перерывами только на военные годы. На первом празднике песни участники исполнили песню «Отчизна моя, моё счастье и радость», позже ставшую гимном страны. На четвёртом празднике песни, проведённом в 1891 году, впервые управлять праздником был назначен не балтийский немец, а эстонец, Йохан Кёлер

### Первая половина XX века

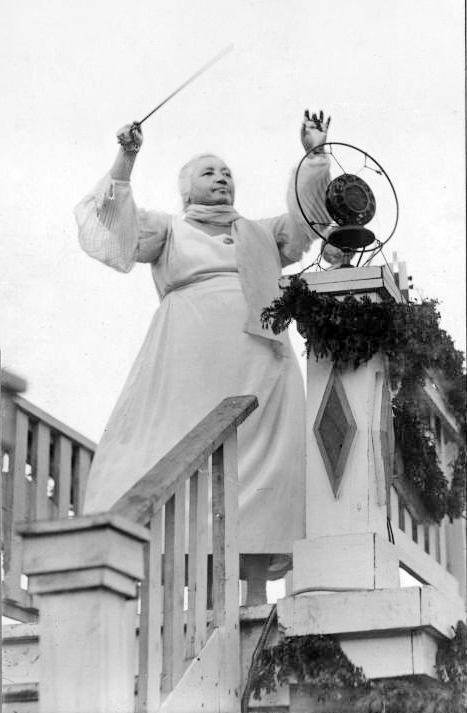
Мийна Хярма дирижирует праздником песни 1928 года

В XX веке экономическое положение населения значительно улучшилось, население городов росло, что положительно влияло и на эстонскую музыку. С конца XIX века появлялись разнообразные организации для профессиональных музыкантов, в том числе общества песни Ванемуйне и Эстония, в каждом из которых помимо хора был оркестр и театральная труппа. Общество «Эстония» превратилось в одноимённый театр оперы и балета, а «Ванемуйне» — в первый эстонский драматический театр.
Первые профессиональные эстонские музыканты (среди них Йоханнес Каппел, Мийна Хярма и Константин Тюрнпу) получали образование в Санкт-Петербургской консерватории, но никто из пионеров эстонской музыки не смог работать на родине из-за плохих экономических условий. Важнейшие фигуры первого поколения — Рудольф Тобиас, Март Саар, Пеетер Сюда, Хейно Эллер, Кириллус Креэк, Людиг Михкель, Юхан Аавик; также следует отметить основателей национальной композиторской школы Артура Каппа и Артура Лембу. Почти все вышеперечисленные совмещали свою профессию с преподаванием.
В 1918 году Эстония объявила о независимости, в период которой музыкальная культура стремительно развивалась. В следующем году основаны Высшая музыкальная школа Тарту и Эстонская академия музыки и театра, в 1930-х появился Эстонский национальный симфонический оркестр. В 1920 году Хейно Эллер начал преподавать в Высшей музыкальной школе Тарту, его ученики составили следующее поколение композиторов Эстонии, наибольшей известности среди них добился Эдуард Тубин.

### Советский период
Эстонские немцы были вывезены в Германию по Германо-советскому торговому соглашению 1939 года, после чего немецкое влияние на культуру страны окончательно прекратилось. Эстония была присоединена к Советскому Союзу в 1940—1941, а затем и после немецкой оккупации — с 1944 года, многие знаменитые музыканты бежали из страны, после чего в композиторской школе начался период стагнации. Тем не менее, в 1940-х появились два крупных хора: Национальный мужской хор и Хор эстонского телевидения и радио.
Основную роль в профессиональной музыкальной жизни советской Эстонии играла Государственная филармония ЭССР. Филармония организовывала концерты и гастроли эстонских музыкантов, а также принимала гастроли артистов из других союзных республик и из-за рубежа. К концу 1980-х ежегодно проводилось около 2500 концертов общей посещаемостью до 900 000 человек в год.
Известными музыкальными коллективами советского периода были Государственный симфонический оркестр ЭССР (главный дирижер Пеэтер Лилье), смешанный хор Эстонского телевидения и радио, эстрадный оркестр Эстонского телевидения и радио; в составе филармонии действовали Государственный академический мужской хор ЭССР, камерный хор под руководством Тыну Кальюсте, ансамбль старинной музыки «Hortus Musicus» под руководством Андреса Мустонена и духовой оркестр «Таллин».
В конце 1950-х годов из советских учебных заведений выпустилось новое поколение композиторов, что привело к обновлению композиторской школы. Эйно Тамберг и Яан Ряэтс включали в свои произведения элементы неоклассицизма; Арво Пярт и Кулдар Синк — техники музыкального авангарда, такие как сериализм; Вельо Тормис, как и Саар, и Креэк, много работали с народной музыкой. В советский период эстонской истории одобрение цензурных органов получали только далёкие от аутентичных «социалистические по содержанию и национальные по форме» произведения, хотя власти не мешали проведению многочисленных фестивалей хорового пения.
Мировой знаменитостью, обладателем длинного списка наград и почётных званий, в том числе звания рыцаря Ордена Почётного легиона, а также самым исполняемым композитором в мире стал живущий с 1980 года в эмиграции эстонский композитор Арво Пярт. Его религиозные и классические произведения созданы в уникальном минималистическом стиле. Другим пионером электронной музыки был композитор Лепо Сумеру.

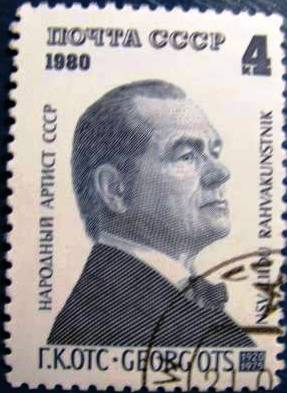
Почтовая марка СССР, посвящённая Георгу Отсу

Заметной фигурой в эстонской музыке второй половины XX века был Георг Отс, популярный камерный и эстрадный певец, ректор Таллинской консерватории, председатель Театрального общества Эстонии, Народный артист СССР (1960). Всесоюзную известность ему принесла ария Мистера Икса в одноимённом музыкальном фильме в 1958 году.
В Эстонии существовала сильная фортепьянная школа. Среди пианистов выделялся Бруно Лукк, профессор и директор Таллинской консерватории, Народный артист Эстонской ССР, выступавший в дуэте с Анной Клас, Заслуженной артисткой ЭССР. В 1947 году Лукк и Клас были награждены Государственной премией Эстонской ССР. Пианист Калле Рандалу, ученик профессора Лукка, в 1982 году занял 4-е место на VII Международном конкурсе имени П. И. Чайковского, а Ивари Илья в том же году занял 8-е место на Международном конкурсе пианистов имени Шопена.
Активно развивалась и популярная музыка. В 1970-е известным эстонским коллективом была рок-группа «Руя» (солист Урмас Алендер). На эстраде были популярны вокально-инструментальные ансамбли «Контакт» (солистка Марью Ляник), «Немо» (солистка Анне Вески), «Махавок» (солистка Каре Каукс) и другие. Эстонские исполнители добивались успеха и за пределами республики: в 1984 году Анне Вески заняла два первых места на фестивале в Сопоте, в 1985 Марью Ляник стала лауреаткой конкурса «Интерталант-85» в Праге.

### После восстановления независимости

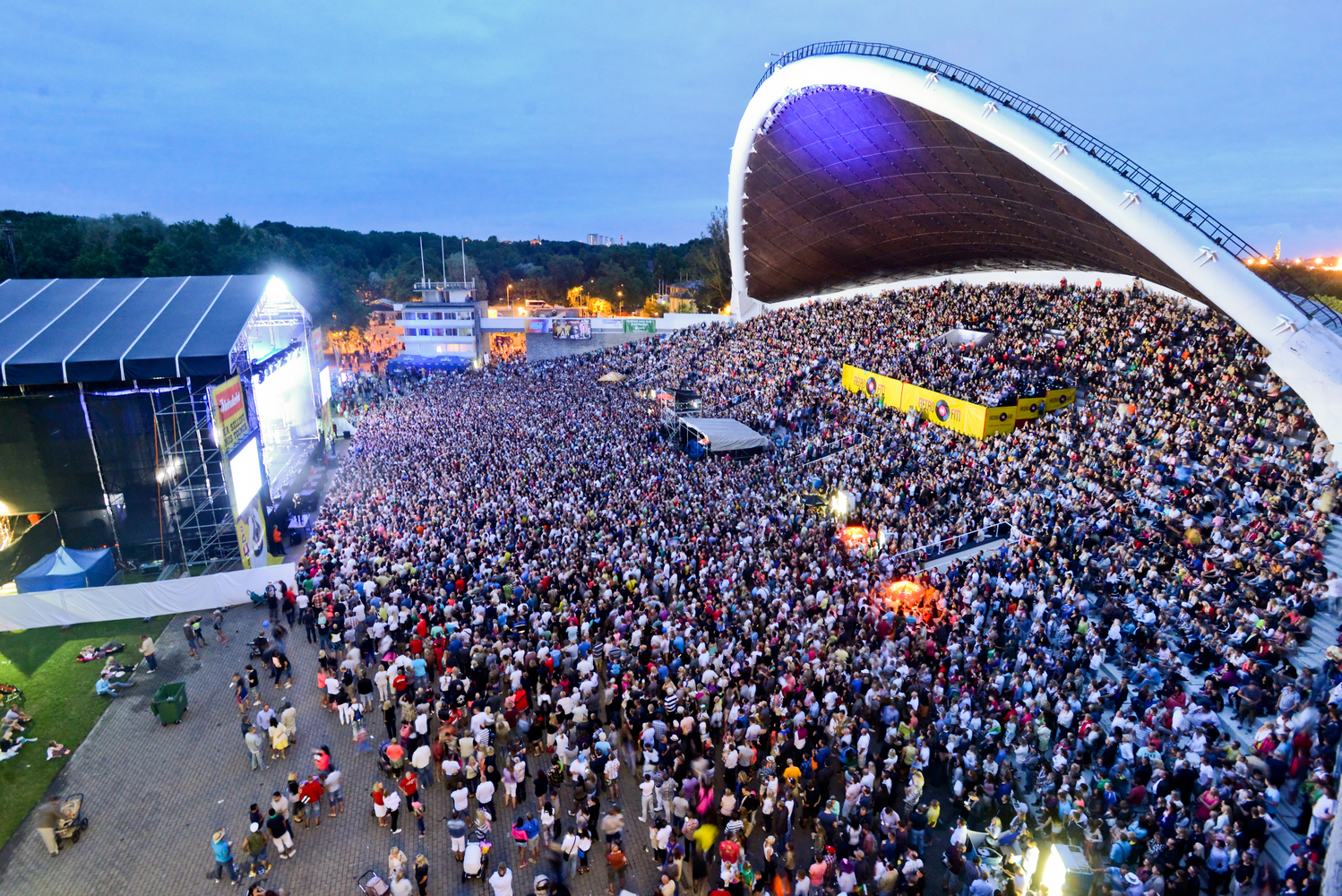
Фестиваль Ыллесаммер (2013)

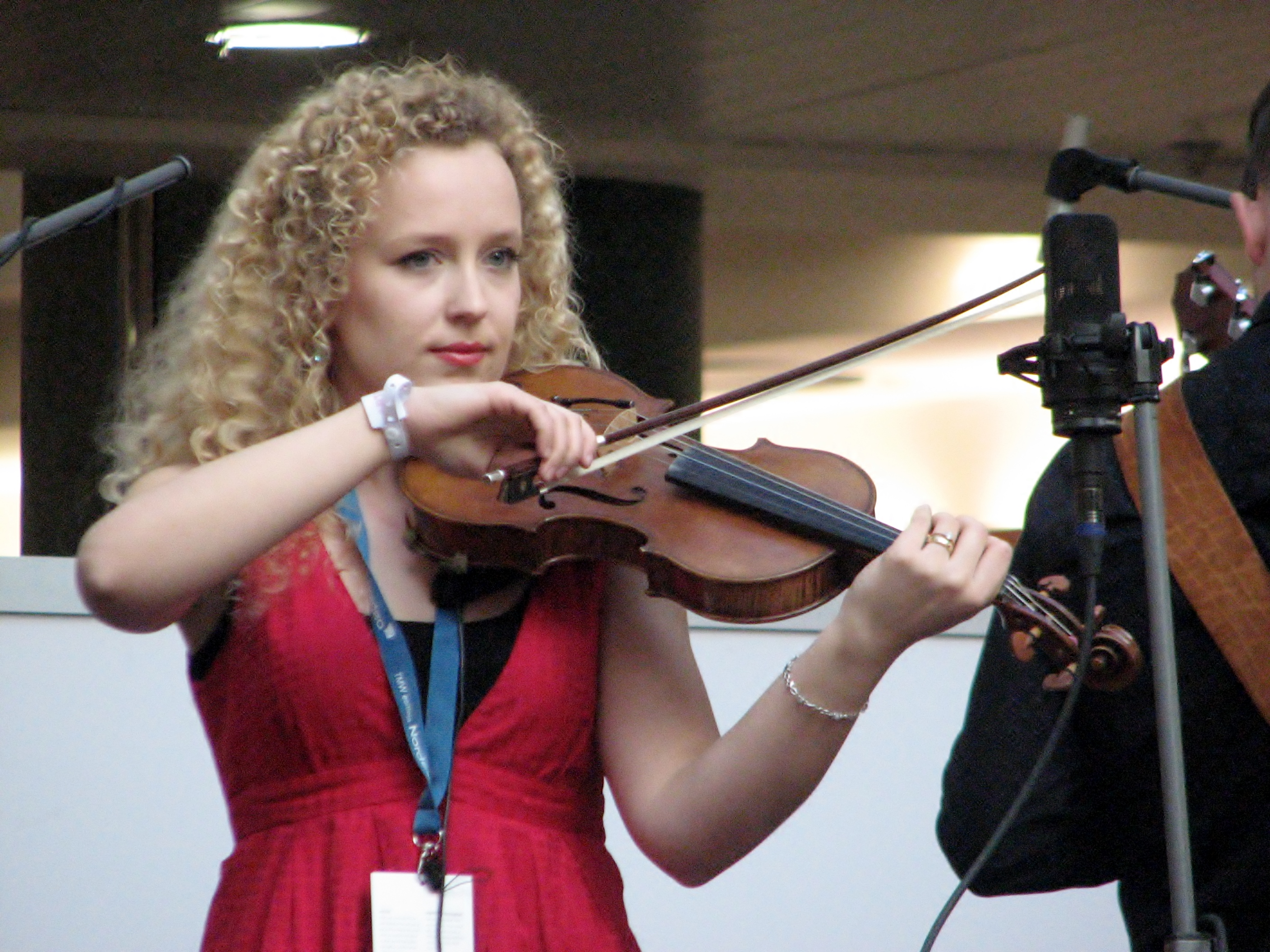
Скрипачка Ээва Талси

Основную работу по сохранению и развитию национальной музыки в современной Эстонии делают многочисленные любительские коллективы. Среди профессиональных объединений, созданных после обретения независимости, выделяются муниципальный оркестр Пярну и Ансамбль древней музыки Вильянди.
С конца XX века в Эстонии появилось множество новых фестивалей народной музыки, в основном стремящихся к аутентичности: с 1977 года проводится фестиваль культуры сету (эст. Setu Leelopäevad), с 1986 — фестиваль культуры уезда Ляэне-Вирумаа (Viru säru), с 1987 — международный фестиваль фольклора «Балтика» (эст. Folkloorifestival Baltica) и местный «Вильяндимаа вирред» (эст. Viljandimaa virred). Другая разновидность массовых музыкальных мероприятий — встречи и семинары. Хоровое пение как форма ненасильственного протеста во время борьбы за восстановление независимости (1987—1992) дало название эстонской «Поющей революции».
Дирижёр Тыну Кальюсте в 2014 году стал обладателем премии «Грэмми» за работу над альбомом Арво Пярта «Adam’s Lament» в номинации за лучшее хоровое исполнение. Другие эстонские дирижёры мирового уровня — Пааво Ярви (также лауреат «Грэмми») и Ану Тали. Среди музыкантов следующего поколения следует отметить и Эркки-Свена Тюйра, получившего также международное признание как композитор, наряду с Вельо Тормисом и Хеленой Тульве.

В музыкальной сфере в Эстонии действуют около 1500 предприятий и организаций, всего в этой области занято около 5800 человек. Суммарный доход профессиональной музыкальной индустрии составляет 135 миллионов евро в год. Концерты различных стилей музыки в Эстонии ежегодно посещают около 2 миллионов человек.

## Инструменты
Варган пармупилл (эст. parmupill) — один из древнейших инструментов, распространённых на территории Эстонии.
Другой старинный инструмент, самый популярный из народных — пяти- и семиструнный каннель, родственный кантеле и другим балто-финским струнным инструментам. Начиная с XIX века количество струн у каннеля постепенно увеличивалось, пока не достигло современных 20—30 и более, вплоть до 50. Основные способы извлечения звука из этого инструмента — аккордовое бряцание правой рукой при зажатых левой рукой не участвующих струнах и одновременная игра двумя руками на мелодических и басовых струнах.
Смычковая лира, «струнный каннель» с двумя, тремя или четырьмя струнами, называется хийуканнел (эст. hiiukannel; хийумааский каннель) или роотсиканнел (эст. rootsikannel), он был заимствован из Швеции, вероятно, в XIX веке; по-шведски он называется строкхарпа. Хийуканнел имеет плоский прямоугольный корпус (иногда он частично выгнут наружу), в верхней части инструмента находится отверстие, над которым натянуты струны из конского волоса, кишок или металла. Хийуканнел держат большим пальцем правой руки, прижав нижней частью к ноге; левая рука водит смычок. На одной или двух струнах исполняют мелодию, остальные используются как бурдонные. Из Швеции же в то же время был заимствован моллпилл (эст. mollpill), смычковый псалтерий с одной струной.
Скрипка (эст. viiul) попала в Эстонию в XVIII веке и широко распространилась по стране за столетие, вытеснив хийуканнел. На скрипке аккомпанировали старинным и новым танцам, исполнитель мог подыгрывать себе при пении, что требовало держать инструмент ниже подбородка.
К концу XIX века все струнные инструменты, аккомпанирующие танцам, заменила гармонь лыытспилл (эст. lõõtspill) — громкая, играющая сразу и основную партию и аккорды.
Духовые инструменты Эстонии представлены используемыми в скотоводстве рожками, флейтами, свистками, а также волынкой «торупилл» (эст. torupill). Большинство инструментов скотоводов — язычковые деревянные духовые с одинарной тростью. Изначально они употреблялись как сигнальные, но со временем на них начали исполнять мелодии. Используется множество разновидностей рожков: карьяпазун (эст. karjapasun) без пальцевых отверстий, сокузарв (эст. sokusarv) с 3—4 отверстиями (изредка больше) и другие; свистков из ивовой и другой древесины; флейт и свирелей: роопилл (эст. roopill) с шестью отверстиями и вилепилл (эст. vilepill). Вилепилл вырезают из сосновой ветки, на севере к нему приделывают колокольчик из коры, а у сету — олений рог.
Эстонская волынка — торупилл (эст. torupill) — появилась в XIV столетии. Она состоит из мешка, обычно изготавливаемого из желудка или мочевого пузыря морского котика или другого крупного животного; к мешку присоединена трубка для нагнетания воздуха, голосовая трубка (часто роопилл) и одна, две или (реже) три бурдонные трубки. Все трубки имеют одинарную трость. Вторая трубка настраивается в квинту к первой. Волынка особенно популярна на севере и западе страны, она сопровождала свадьбы и другие торжества, а также использовалась во время полевых работ. Произведения для торупилл обычно имеют три части, в их основе лежит мажорный пентахорд или гексахорд. Исполнитель обычно обильно пользовался фигурацией.

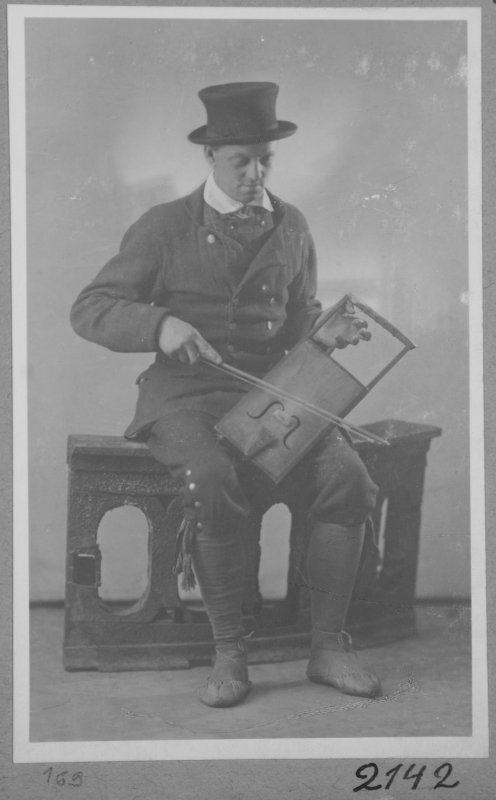
Музыкант, играющий на хийуканнеле, 1920-е годы
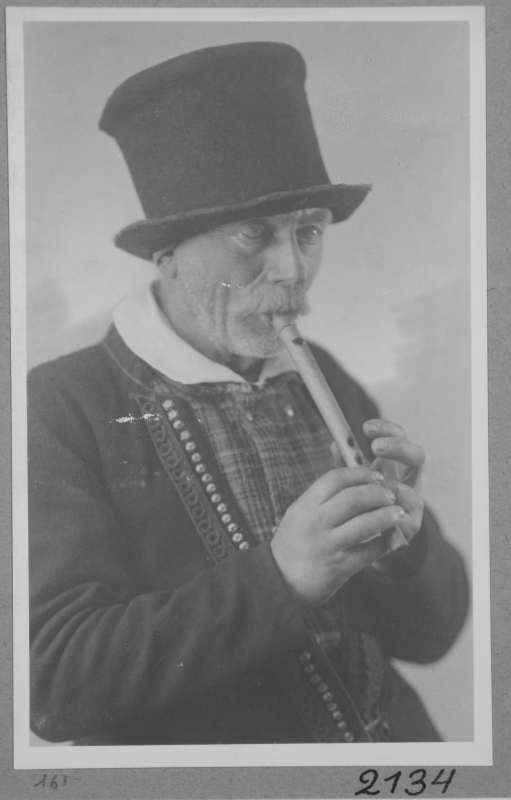
Музыкант, играющий на свирели, 1920-е годы
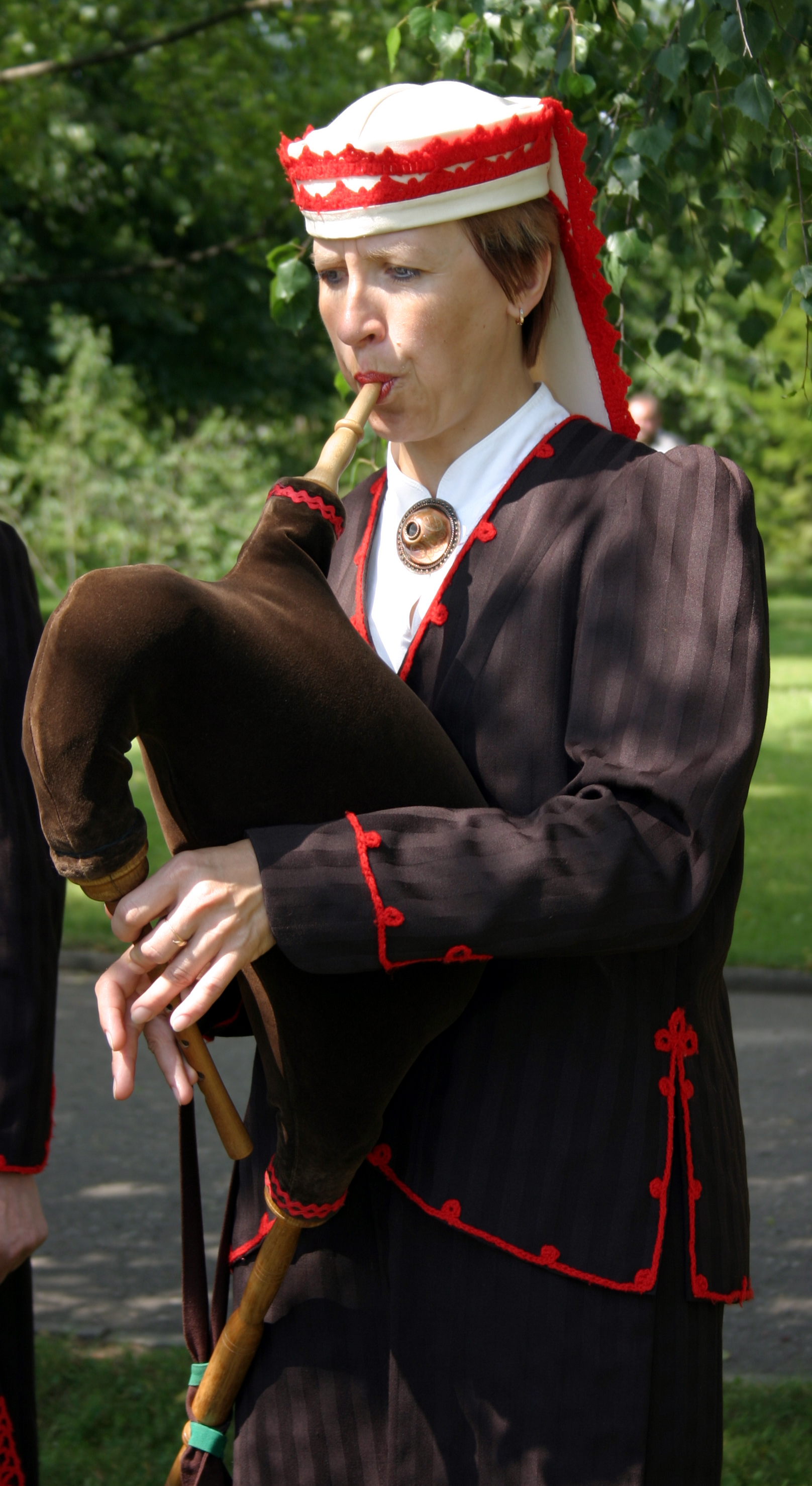
Волынщица, 2004 год
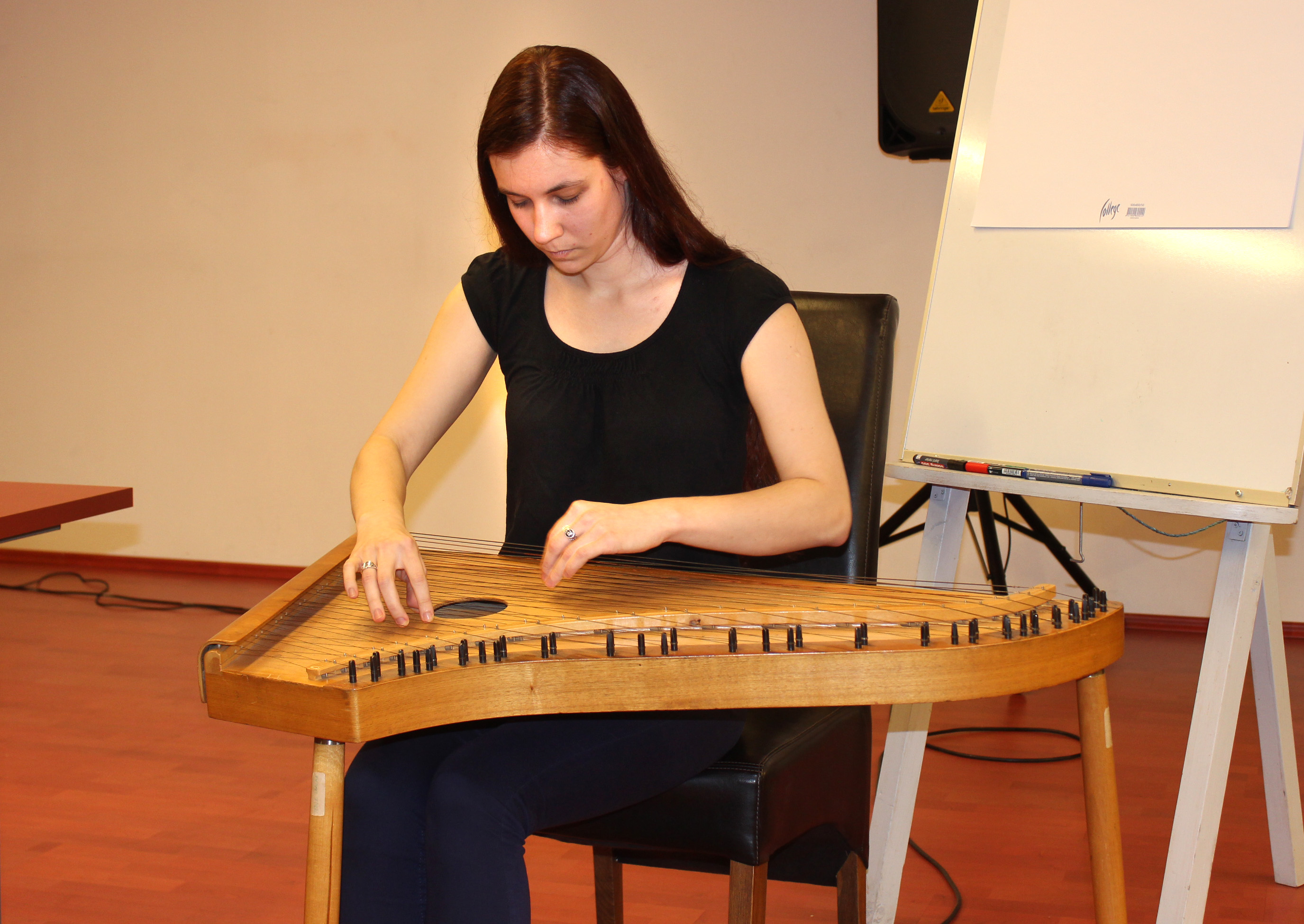
Музыкантка, играющая на каннеле, Wikimedia CEE Meeting 2015
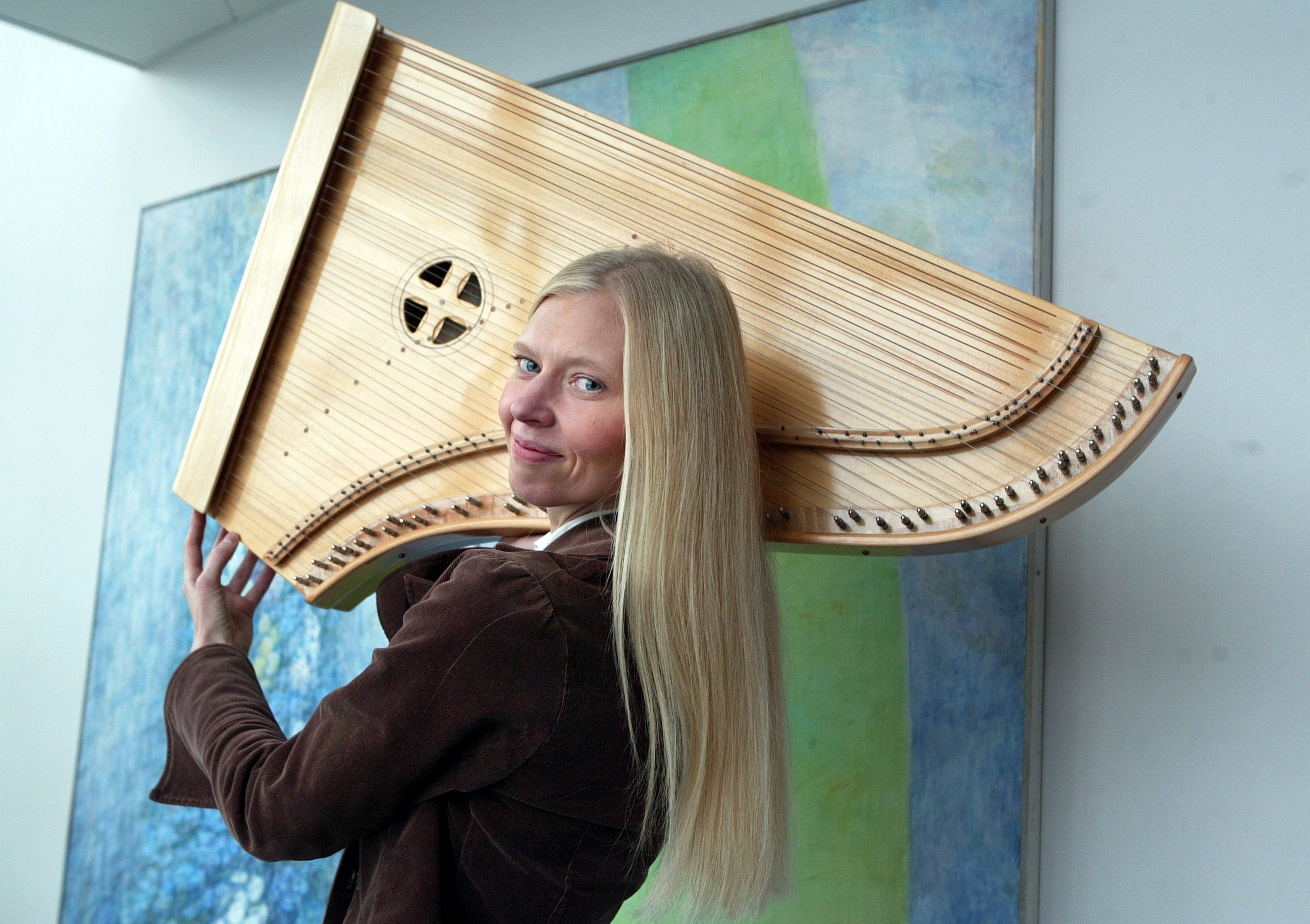
Музыкантка Кристи Мюхлинг с каннелем

## Роль государства
После восстановления Эстонией независимости в 1990 году развитием и популяризацией музыкального творчества занимается Министерство культуры. Ему подчинены следующие учреждения:
- Национальный хор Эстонии
- Ансамбль «Hortus Musicus»
- Эстонский национальный симфонический оркестр
- Эстонский филармонический камерный хор

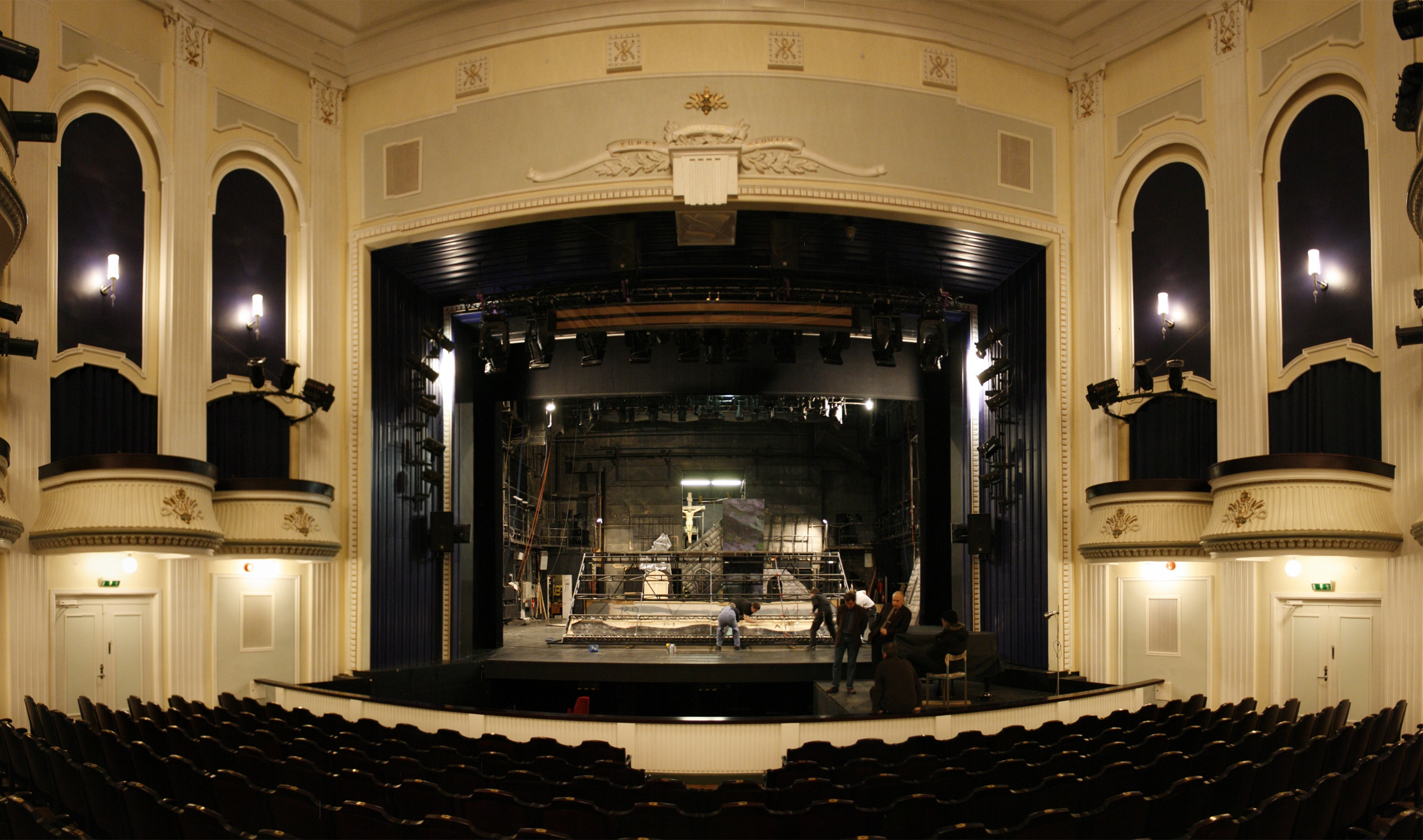
Сцена национальной оперы «Эстония»

Кроме того, подведомственным учреждением Министерства культуры является «Ээсти Концерт», крупнейший организатор концертов и управляющая компания следующих концертных залов:
- Национальная опера «Эстония»
- Театр «Ванемуйне»
- Пярнуский и Йыхвиский концертные дома
- Церковь Св. Яна (Санкт-Петербург, Россия)

Профессиональное музыкальное образование в Эстонии предоставляют следующие учебные заведения:
- Эстонская академия музыки и театра
- Академия культуры Вильянди Тартуского университета
- Таллинское музыкальное училище имени Георга Отса
- Тартуская музыкальная школа имени Хейно Эллера[эст.]
- Таллинская музыкальная школа[англ.]

Музыкальное образование входит в программу обучения эстонских средних школ.